# Колодезное (Красногвардейский район)
Коло́дезное (до 1948 года Чонгра́в; укр. Колодязне, крымскотат. Çoñrav, Чонърав) — село в Красногвардейском районе Республики Крым, центр Колодезянского сельского поселения (согласно административно-территориальному делению Украины — Колодезянского сельского совета Автономной Республики Крым).

## Население
| 2001 | 2014 |
| ---- | ---- |
| 1381 | ↘997 |

Всеукраинская перепись 2001 года показала следующее распределение по носителям языка
| Язык             | Процент |
| ---------------- | ------- |
| русский          | 62.71   |
| крымскотатарский | 21.14   |
| украинский       | 14.27   |
| другие           | 0.58    |

### Динамика численности
| - 1915 год — 0/105 чел. - 1926 год — 231 чел. - 1931 год — 245 чел. - 1939 год — 338 чел. - 1974 год — 1214 чел. | - 1989 год — 1517 чел. - 2001 год — 1381 чел. - 2009 год — 1331 чел. - 2014 год — 997 чел. |

## Современное состояние
На 2017 год в Колодезном числится 12 улиц; на 2009 год, по данным сельсовета, село занимало площадь 474,7 гектара на которой, в 489 дворах, проживало более 1,3 тысячи человек. В селе действуют средняя общеобразовательная школа, сельский дом культуры, библиотека, амбулатория общей практики — семейной медицины, отделение Почты России. Колодезное связано автобусным сообщением с райцентром и соседними населёнными пунктами.

## География
Колодезное — большое село на юге района, в степном Крыму, у границы с Белогорским районом, в балке Чонграв, высота центра села над уровнем моря — 105 м. Соседние сёла: Пологи в 4 км на юго-восток, также — Анновка в 3 км на северо-запад и Тургенево в 4,5 км на запад — оба Белогорского района. Расстояние до райцентра — около 42 километров (по шоссе), ближайшая железнодорожная станция — Элеваторная — примерно в 19 километрах. Транспортное сообщение осуществляется по региональной автодороге 35Н-265 протяжённостью 4,0 км от шоссе 35Н-264 Октябрьское — Садовое (по украинской классификации — С-0-10655).

## История
Немецкая колония Чонгрон, была основана, по данным энциклопедического словаря «Немцы России», в Табулдинской волости Симферопольского уезда, в 1892 году братско-меннонитской общиной крымских немцев, называлось также Ней-Чонграв, Чонграв Новый, Ней-Чанграу.
В Статистическом справочнике Таврической губернии 1915 года в Подгородне-Петровской волости Симферопольского уезда на месте деревни значится экономия Фердинанда Матвеевича Шлее. По Статистическому справочнику Таврической губернии. Ч.II-я. Статистический очерк, выпуск шестой Симферопольский уезд, 1915 год, в экономии Шлее Чонгары Табулдинской волости Симферопольского уезда числилось 3 двора с немецким населением в количестве 105 человек «посторонних» жителей.

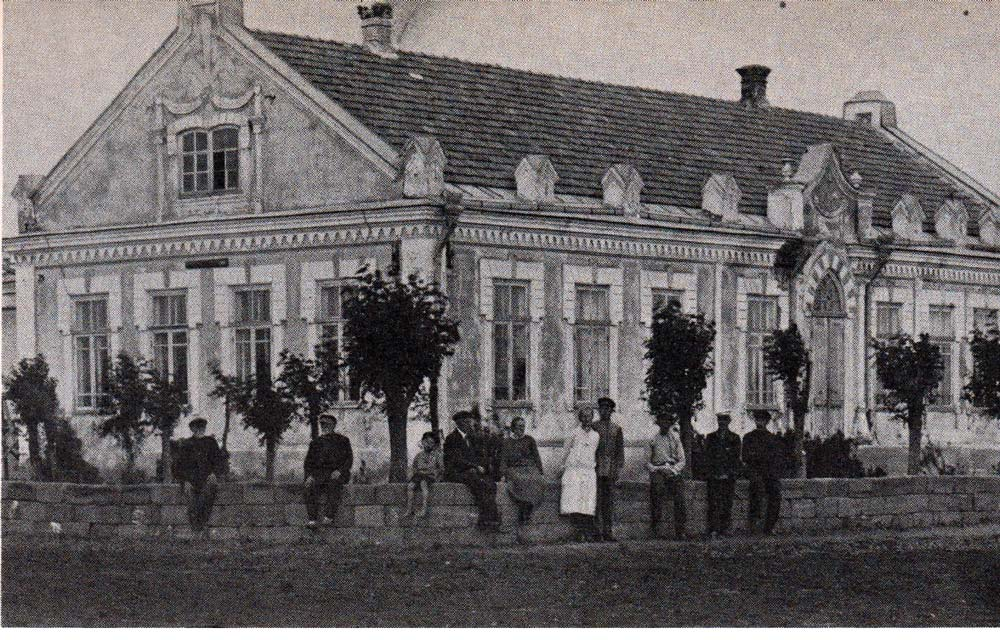
Школа в селении Чонграв, около 1915 года

После установления в Крыму Советской власти и учреждения 18 октября 1921 года Крымской АССР, в составе Симферопольского уезда был образован Биюк-Онларский район, в состав которого включили Чонграв — судя по карте Крымского статистического управления 1922 года, где поселение отмечено, как скала, это был карьер по добыче строительного камня (на карте 1924 года уже как просто село). В 1922 году уезды получили название округов. 11 октября 1923 года, согласно постановлению ВЦИК, в административное деление Крымской АССР были внесены изменения, в результате которых был ликвидирован Биюк-Онларский район и село включили в состав Симферопольского. Согласно Списку населённых пунктов Крымской АССР по Всесоюзной переписи 17 декабря 1926 года, в селе Чонграв Новый, центре Чонгравского сельсовета (в коем состоянии пребывает всю дальнейшую историю) Симферопольского района, числилось 35 дворов, из них 33 крестьянских, население составляло 180 человек, все немцы, действовала немецкая школа. В сельсовет также входил хутор Чонграв Старый, с 13 дворами и 51 жителем (20 русских, 21 украинец, 7 белорусов, 2 болгарина, 1 записан в графе «прочие»).
Постановлением КрымЦИКа от 15 сентября 1930 года был вновь создан Биюк-Онларский район (указом Президиума Верховного Совета РСФСР № 621/6 от 14 декабря 1944 года переименованный в Октябрьский), теперь как национальный (лишённый статуса национального постановлением Оргбюро ЦК КПСС от 20 февраля 1939 года) немецкий, село включили в его состав, видимо, тогда же упразднили сельсовет. По данным всесоюзной переписи населения 1939 года в селе проживало 338 человек. Вскоре после начала Великой Отечественной войны, 18 августа 1941 года крымские немцы были выселены, сначала в Ставропольский край, а затем в Сибирь и северный Казахстан.
После освобождения Крыма от фашистов в апреле, 12 августа 1944 года было принято постановление № ГОКО-6372с «О переселении колхозников в районы Крыма» и в сентябре 1944 года в район приехали первые новоселы (57 семей) из Винницкой и Киевской областей, а в начале 1950-х годов последовала вторая волна переселенцев из различных областей Украины. С 25 июня 1946 года Чонграв в составе Крымской области РСФСР. Указом Президиума Верховного Совета РСФСР от 18 мая 1948 года, Алабаш-Конрат переименовали в деревню Амурская, позже был присвоен статус села. 26 апреля 1954 года Крымская область была передана из состава РСФСР в состав УССР. Указом Президиума Верховного Совета РСФСР от 18 мая 1948 года, Чонграв переименовали в Колодезное.
Указом Президиума Верховного Совета УССР «Об укрупнении сельских районов Крымской области», от 30 декабря 1962 года, Октябрьский район был упразднён и Колодезное присоединили к Красногвардейскому. По данным переписи 1989 года в селе проживало 1517 человек. С 12 февраля 1991 года село в восстановленной Крымской АССР, 26 февраля 1992 года переименованной в Автономную Республику Крым. С 21 марта 2014 года в составе Крыма аннексировано Россией.